# Cadena humana a favor del derecho a decidir del País Vasco de 2014
La cadena humana a favor del derecho a decidir de 2014 fue un acto de reivindicación del derecho de autodeterminación de Euskal Herria que se celebró el 8 de junio de 2014. Fue organizada por el colectivo Gure Esku Dago bajo el lema «Somos una nación, tenemos derecho a decidir, es la hora de los ciudadanos y ciudadanas», y se realizó diez días después de que el Parlamento Vasco aprobara una moción a favor de la autodeterminación de Euskal Herria.
Siguiendo el modelo de la Vía Catalana del año anterior, la cadena humana conectó Durango (Vizcaya) con Pamplona (Navarra) en un trayecto de 123 kilómetros que reunió a más de 150.000 personas. En alguno de sus tramos participaron representantes del PNV y de los partidos integrantes de EH Bildu, formaciones que votaron a favor de la declaración aprobada en el Parlamento Vasco, así como de Podemos, Ezker Batua, ERC y CUP, y de los sindicatos ELA, LAB y CCOO, además de miembros de ANC, PSC, PSN y PSE-EE.
Aunque la autoderminación no está recogida en la constitución española de 1978, varios estudios sociológicos indican que la mayoría de los habitantes del País Vasco está a favor de una consulta popular al respecto, al igual que ocurre con los habitantes de los territorios que componen, según el nacionalismo vasco, Euskal Herria.

## Galería de imágenes

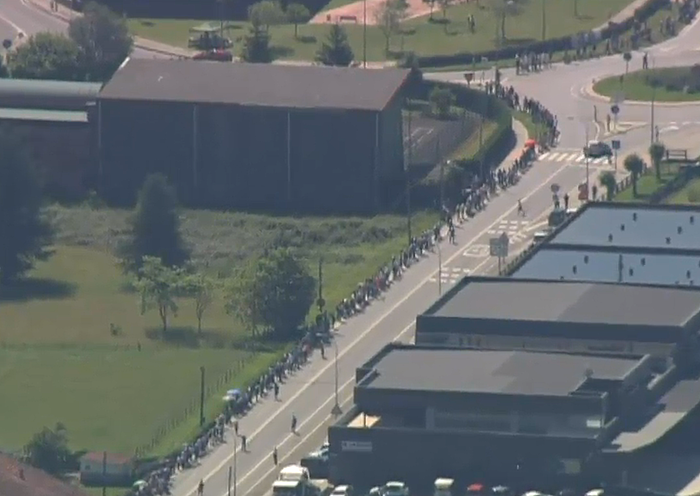
Durango (Vizcaya)
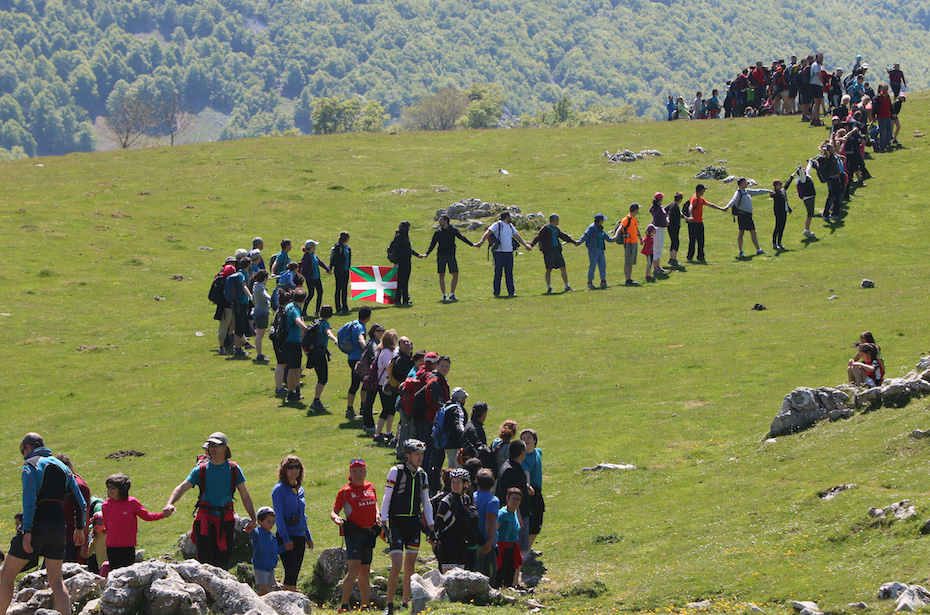
Aitzgorri (Guipúzcoa)
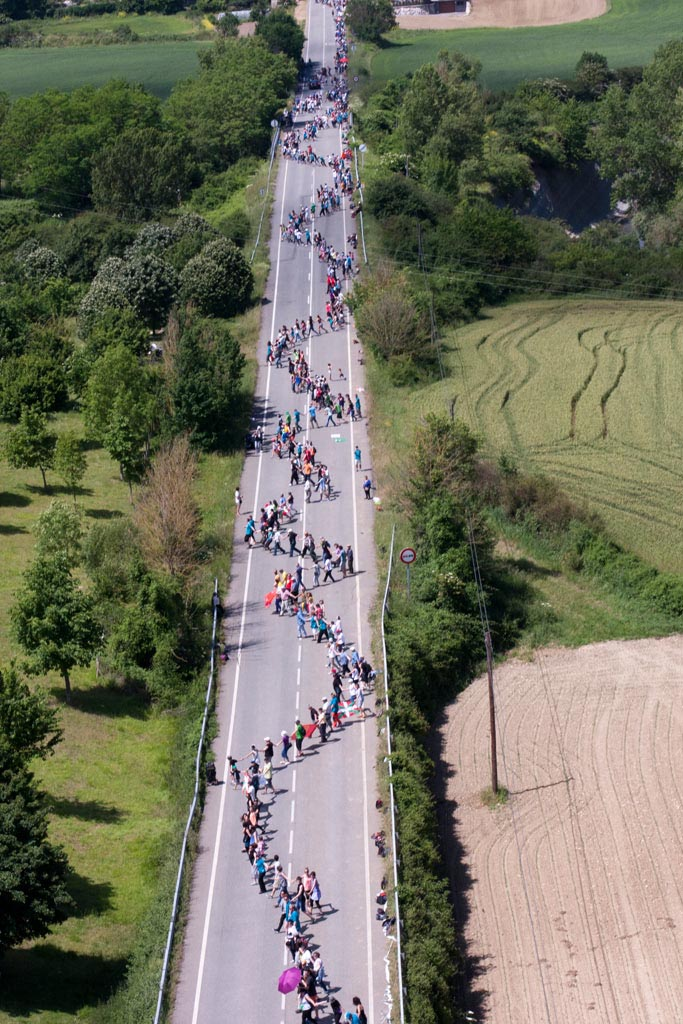
Barranca (Navarra)
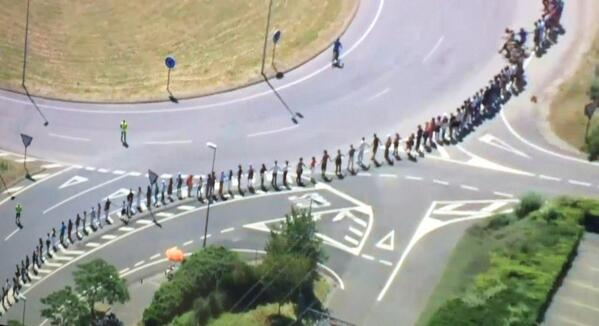
Vista aérea
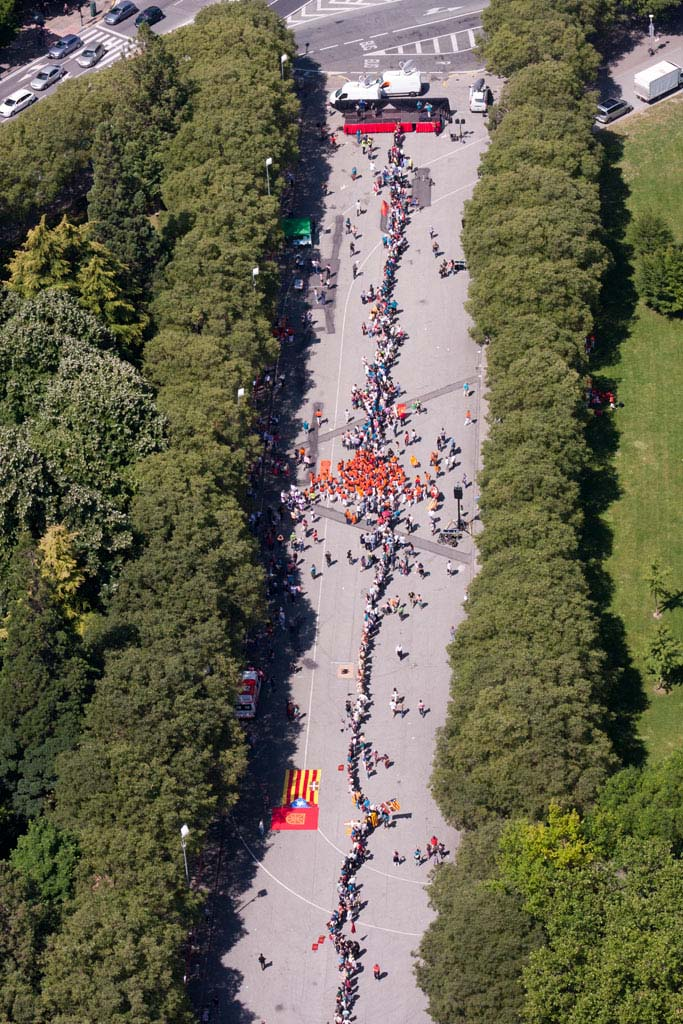
Pamplona (Navarra)